# Carmenta suffusata
Carmenta suffusata is een vlinder uit de familie wespvlinders (Sesiidae), onderfamilie Sesiinae.
Carmenta suffusata is voor het eerst wetenschappelijk beschreven door Engelhardt in 1946. De soort komt voor in het Nearctisch gebied.